# Екатерина Бургундская
Екатерина Бургундская (фр. Catherine de Bourgogne), (1378—1425) — дочь герцога Бургундии Филиппа II Смелого и графини Фландрии Маргариты Мальской, жена герцога Передней Австрии Леопольда IV.

## Биография
Екатерина Бургундская была пятым ребёнком герцога Бургундии Филиппа Смелого и его жены Маргариты Мальской. Она родилась в начале апреля 1378 года в Монбаре. По отцовской линии Екатерина приходилась внучкой королю Франции Иоанну II Доброму.
15 августа 1393 года в Вене вышла замуж за Леопольда IV, герцога Передней Австрии. В то время Леопольд был соправителем своего брата Вильгельма. Под их контролем были герцогства Штирия, Каринтия, территории Крайны, Передней Австрии и графство Тироль. В 1396 братья поделили владения, вследствие чего Леопольд стал полноправным правителем Передней Австрии и Тироля.

Екатерина, несмотря на юный возраст, добилась у мужа значительной независимости в вопросах распоряжения своим приданым. С супругом они проживали на территории Эльзаса.
Их брак продолжался 18 лет, до самой смерти Леопольда в 1411 году. Детей у Екатерины и Леопольда не было.
Спустя три года Екатерина Бургундская вышла замуж во второй раз. Её мужем стал граф Максимилиан фон Раппольштайн, бывший младше Екатерины на 12 лет. Этот брак также остался бездетным.
Умерла Екатерина 25 января 1425 года в возрасте 46 лет. Первым местом её захоронения стал цистерцианский монастырь Шампмоль в Дижоне, позднее останки герцогини были перезахоронены на территории дворца герцогов Бургундии.

## Родословная
| Предки 1. Екатерины Бургундской | Предки 1. Екатерины Бургундской                  | Предки 1. Екатерины Бургундской                    |
| ------------------------------- | ------------------------------------------------ | -------------------------------------------------- |
| 2. Отец: Филипп II Смелый       | 4. Дед: Иоанн II                                 | 8. Прадед: Филипп VI Валуа                         |
| 2. Отец: Филипп II Смелый       | 4. Дед: Иоанн II                                 | 9. Прабабка: Жанна Бургундская                     |
| 2. Отец: Филипп II Смелый       | 5. Бабка: Бонна Люксембургская                   | 10. Прадед по женской линии: Иоанн Люксембургский  |
| 2. Отец: Филипп II Смелый       | 5. Бабка: Бонна Люксембургская                   | 11. Прабабка по женской линии: Элишка Пржемысловна |
| 3. Мать: Маргарита Дампьер      | 6. Дед по женской линии: Людовик II Мальский     | 12. Прадед по женской линии: Людовик I Неверский   |
| 3. Мать: Маргарита Дампьер      | 6. Дед по женской линии: Людовик II Мальский     | 13. Прабабка по женской линии: Маргарита Артуа     |
| 3. Мать: Маргарита Дампьер      | 7. Бабка по женской линии: Маргарита Брабантская | 14. Прадед по женской линии: Жан III               |
| 3. Мать: Маргарита Дампьер      | 7. Бабка по женской линии: Маргарита Брабантская | 15. Прабабка по женской линии: Мария д'Эврё        |